# 十三大橋
十三大橋（じゅうそうおおはし）は、大阪市北区中津（南岸）と同市淀川区新北野（北岸）を結ぶ、淀川に架かるアーチ橋である。淀川河口より7.0 kmに位置する。日本では珍しい5連のタイドアーチ橋である。
橋の中央部に路面電車を敷設することが可能な設計になっている。親柱のたもとに歯車をモチーフとした欄干など時代を色濃く反映した意匠などが残っている。現在、北行き片側1車線（新十三大橋がこれを補完している）、南行き片側3車線、および歩行者道が設定されている。

## 概要

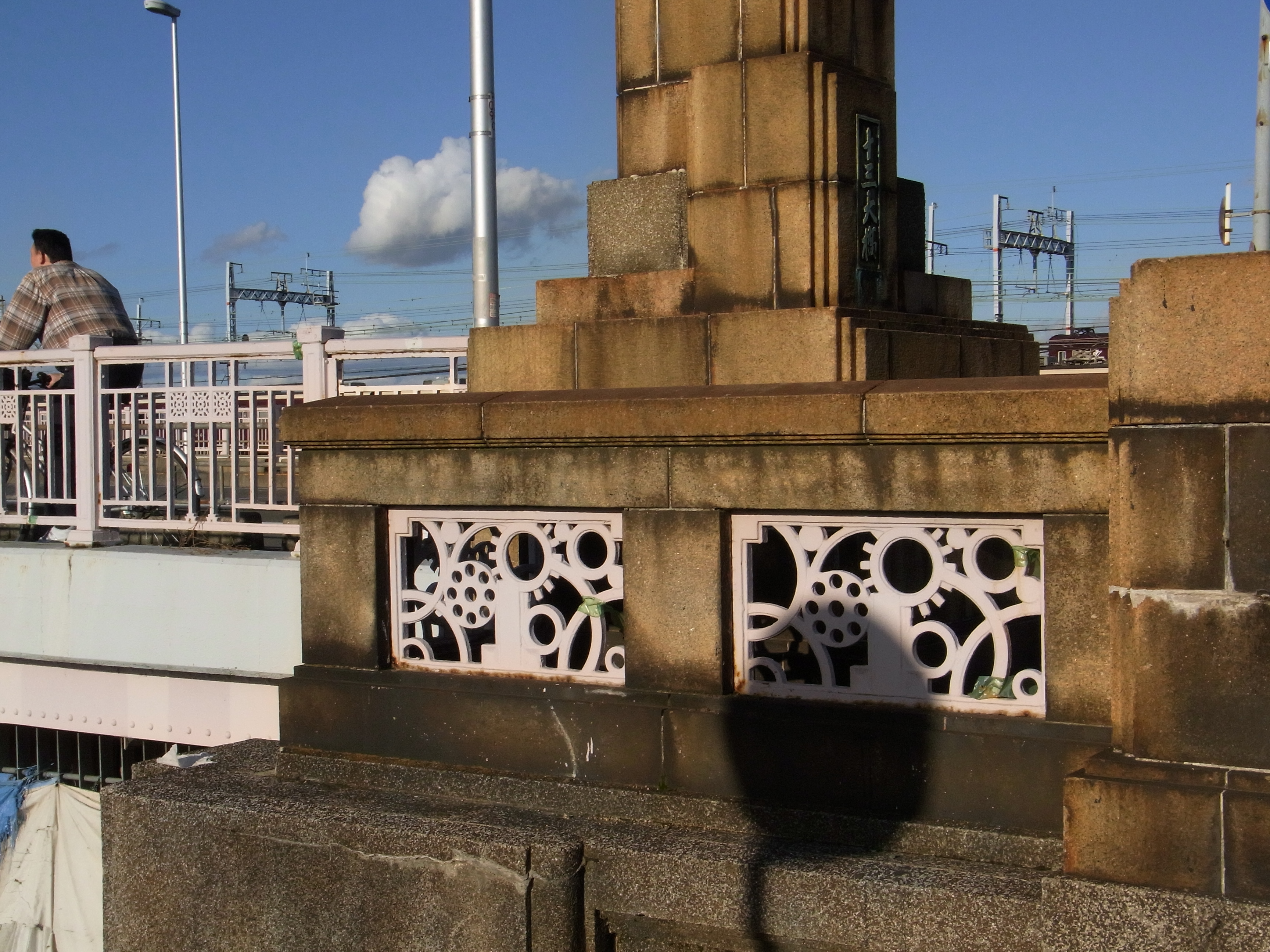
欄干部

- 形式 - 鋼タイドアーチ、ゲルバー式鋼板桁
- 橋長 - 681.2 m, 小橋 25.1 m
- 支間長 - 最大64.0 m
- 幅員 - 20.0 m
- 基礎 - ニューマチックケーソン、松杭
- 着工 - 1930年（昭和5年）1月
- 完成 - 1932年（昭和7年）1月
- 設計 - 増田淳

## 歴史
- 1878年 - 初代十三橋が完成。中津川に木橋での架橋、成小路村13人の共同経営の私設橋として竣工。
- 1909年5月 - 新淀川開削で鉄橋で2代十三橋が完成。
- 1932年1月 - 現在の十三大橋が完成。
- 1967年 - 十三大橋の迂回路である十三バイパスが完成

## 道路名
- 国道176号（十三筋）

## 周辺施設
- 阪急新淀川橋梁（1つ上流の橋）
- NTT十三専用橋（1つ下流の橋）
- 淀川河川公園

## 交通機関
鉄道
- 阪急電鉄（神戸線・宝塚線）中津駅 徒歩10分
- 阪急電鉄（神戸線・宝塚線・京都線）十三駅 徒歩10分

バス
- 大阪シティバス・阪急バス「中津六丁目」および「十三」停留所
  - シティバス39・41・43・69・92・97の各系統、阪急バス加島線（18系統）・阪北線（11・13・63系統）が当橋を通行する。